# Pfnüselküste

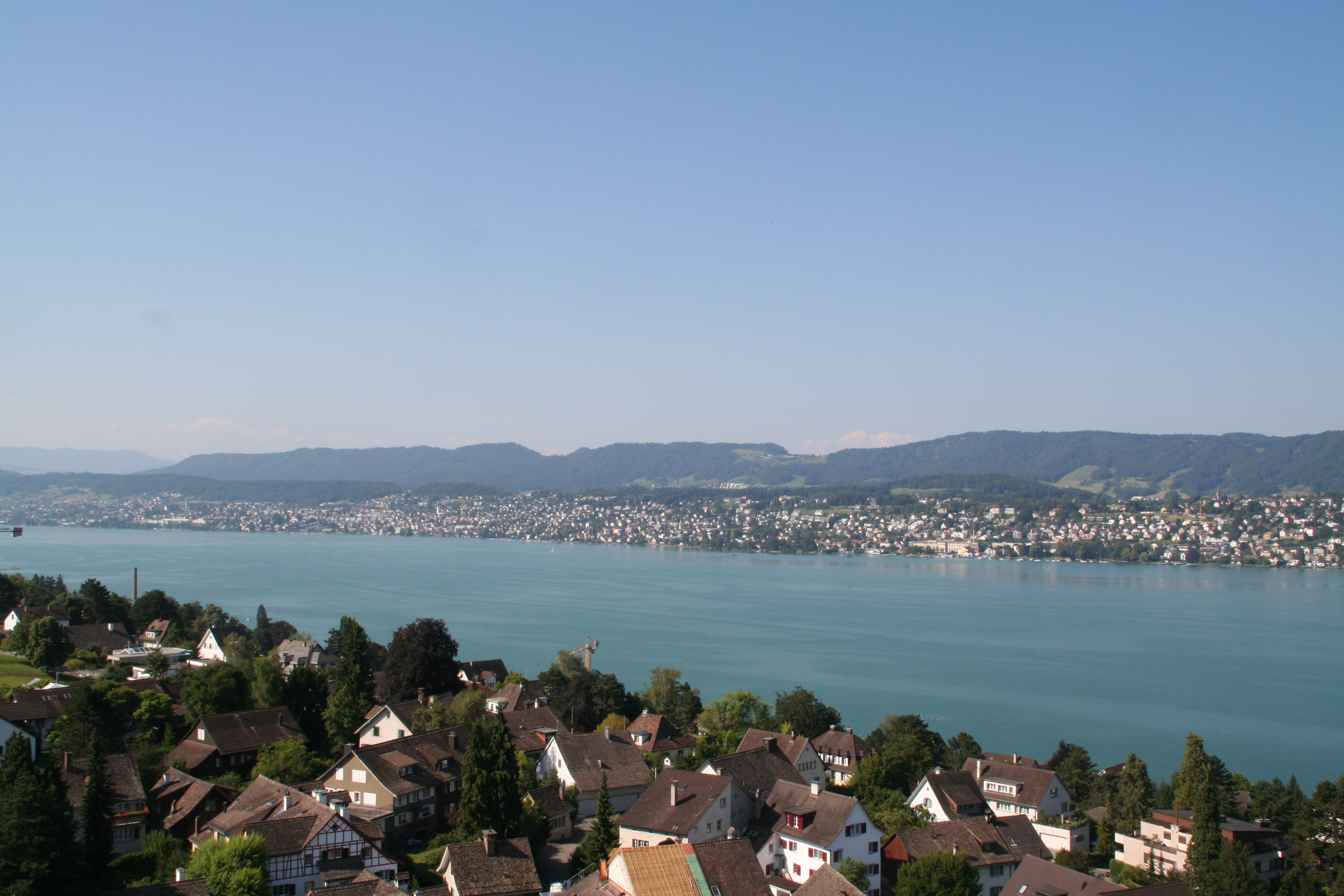
Blick auf die Pfnüselküste von Zollikon aus

Das linke Ufer des schweizerischen Zürichsees wird im Volksmund scherzhaft als Pfnüselküste (Zürichdeutsch für Schnupfen-Küste)  bezeichnet. Die Bezeichnung hat ihren Ursprung im Vergleich zum rechten Zürichseeufer, das als Goldküste bekannt ist und wegen der Südhang-Lage in den Genuss von wesentlich mehr Sonne kommt, während das linke Seeufer wegen des früher auftretenden Schattens im Verdacht steht, zu vermehrten Erkältungen zu führen.
Synonym für Pfnüselküste wird auch der Begriff Stahlküste verwendet, in Anspielung darauf, dass an dieser Seite des Sees mit den Gemeinden Kilchberg, Rüschlikon, Thalwil, Oberrieden, Horgen, Wädenswil, Richterswil, Wollerau, Freienbach, Altendorf, Lachen, Wangen, Tuggen mehr Gewerbe und Industrie angesiedelt ist als an der Goldküste, die als Wohngegend der Wohlhabenden bekannt ist.
In den letzten Jahren wird auch gelegentlich die Bezeichnung Silberküste für das linke Zürichseeufer verwendet. Aufgrund der steigenden Attraktivität des Immobilienmarktes, einer moderaten Steuerbelastung und einer Seesicht von Zürich bis in die Glarner Alpen, wird öfters auch der neue Übername Platinküste im Volksmund gebraucht.